# WISE 2313-8037
WISE 2313-8037 (= EQ J2313-8037) is een bruine dwerg met een spectraalklasse van T8. De ster bevindt zich 34,9 lichtjaar van de zon.